# Ophthalmoglipa aurocaudata
Ophthalmoglipa aurocaudata is een keversoort uit de familie spartelkevers (Mordellidae). De wetenschappelijke naam van de soort is voor het eerst geldig gepubliceerd in 1897 door Fairmaire.